# Bråvallagymnasiet

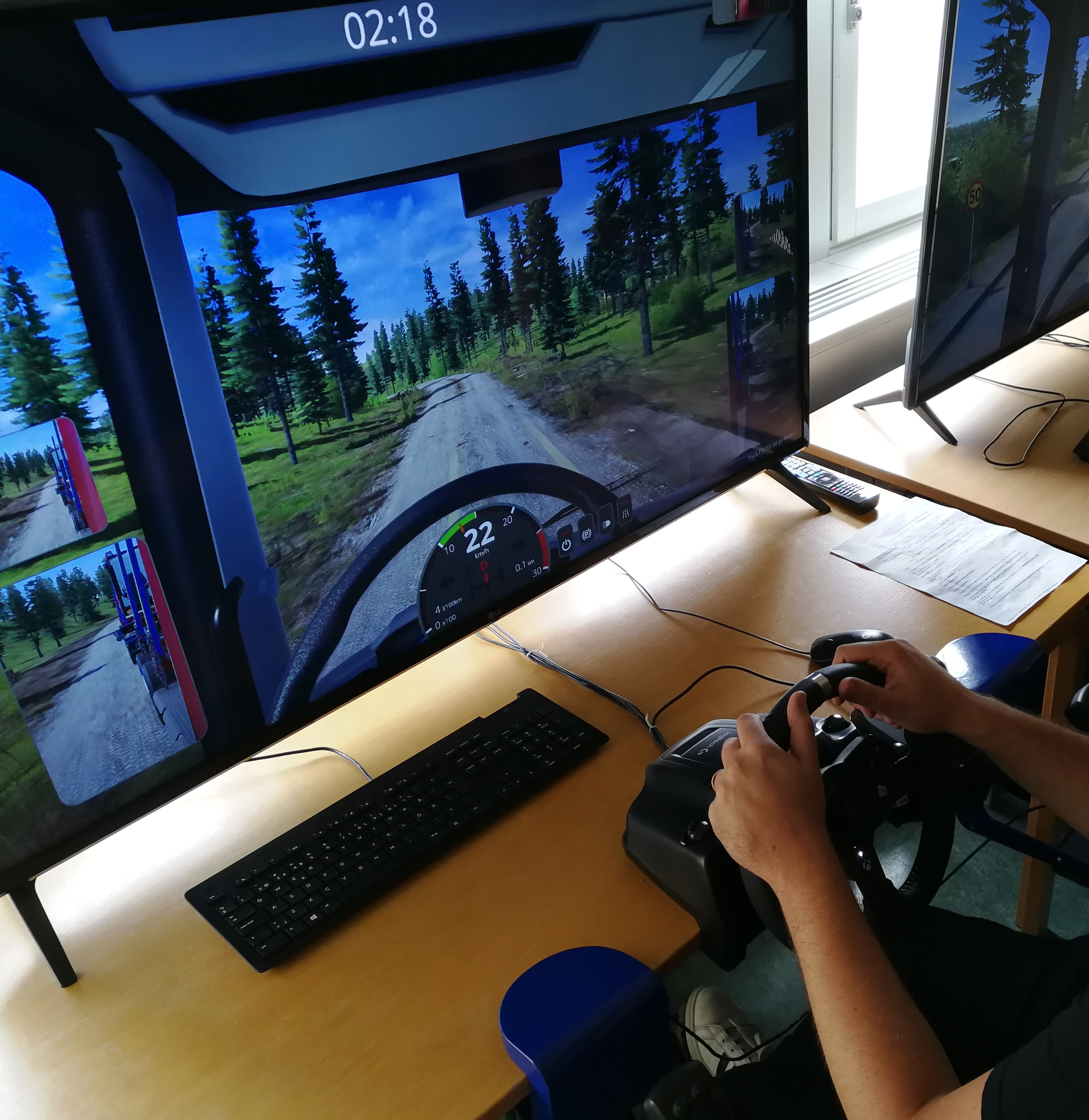
Simulering av timmerlastbil på svensk skogsväg inom transportprogrammet på Bråvallagymnasiet.

Bråvallagymnasiet är en gymnasieskola i Norrköping som öppnade hösten 2019. Skolan byggdes på Bråvallaområdet, ett industriområde i anslutning till den nedlagda militära flygbasen F13 Bråvalla. Skolan tog vid öppnandet över vissa av de utbildningar som tidigare bedrivits på Ebersteinska gymnasiet.

## Utbildning
Bråvallagymnasiet drivs av Norrköpings kommun och erbjuder yrkesutbildningar med fokus på praktisk problemlösning, teknik och innovation.
Skolan har fem nationella yrkesprogram: bygg och anläggning, el och energi, fordon och transport, industriteknik samt VVS och fastighet. Därutöver bedrivs introduktionsprogram med yrkesintroduktion.

## Samarbeten
Skolan samarbetar med företag i Region Östergötland och erbjuder möjligheter till praktik. Ca 90 procent av eleverna på yrkesprogrammen får jobb direkt efter skolan. Alla yrkesprogram ger grundläggande behörighet till högskolestudier för den som vill fortsätta studera efter gymnasiet.